# 潘雪红
潘雪红（1972年—），广西钦州人，壮族，中华人民共和国政治人物、第十一届全国人民代表大会广西地区代表。
毕业于广西壮族自治区党委党校行政管理专业，是中共党员。担任广西灵山县委副书记、县长。2008年起担任全国人大代表。